# Der Weg. Zeitschrift für Fragen des Judentums
Der Weg – Zeitschrift für Fragen des Judentums war eine der ersten jüdischen Zeitungen nach dem Ende des NS-Staates. Sie war von der amerikanischen Militärregierung als Lizenzzeitung in Berlin zugelassen und wurde wöchentlich ab 1. März 1946 von der Jüdischen Gemeinde zu Berlin herausgegeben. Der Weg war eine aktuelle politische Wochenzeitung, die zugleich durch ihre lokalen Nachrichten für die überlebenden jüdischen Berliner, Vertriebene und Flüchtlinge eine wichtige Orientierungs- und Informationsfunktion erfüllte. Der Titel wurde 1949 zur Beilage bzw. Berliner Ausgabe des Vorläufers der Jüdischen Allgemeinen und ging darin 1953 auf.

## Entstehung und Entwicklung
Der Weg war eine der ersten jüdischen Zeitungen und Zeitschriften im befreiten Deutschland. Da unter der alliierten Besatzung ein Lizenzzwang galt, beantragte die wieder begründete Jüdische Gemeinde zu Berlin bei der Informationskontrolle der US-Militärregierung eine Zulassung. Sie erhielt – laut Impressum – im Februar 1946 die Zulassung Nr. B218.
Für diesen Zweck wurde der Menorah Verlag für jüdisches Schrifttum gegründet. Der Verlag zog in Kreuzberg ins Gemeindehaus am Landwehrkanal, Thielschufer 10/16, Berlin SO 36, neben der zerstörten Synagoge ein. Die Adresse Thielschufer, seit 1937 benannt nach einem SA-Mann, wurde 1947 in Fraenkelufer geändert. Als weiteres Büro diente die Geschäftsstelle der Jüdischen Gemeinde in der Oranienburger Straße 28. Den Druck übernahm zunächst die Buchdruckerei W. Hoffmann & J. Neugebauer (Gitschier Str. 64, Berlin SW 68), dann Neisser-Druck (Leuschnerdamm 13, Berlin SO 36), so das Impressum.
Der Titel spiegelt die Ungewissheit des jüdischen Lebens im Nachkriegsdeutschland wider, wobei noch völlig unklar war, ob der Weg zum Wiederaufbau in Deutschland oder zur Auswanderung führen würde. Das Ziel war unbekannt. Der Weg führte „von hier nach irgendwo“, formulierte der Historiker Andreas Nachama. Weil die Zeitung die schwierigen ersten Schritte dokumentierte, sei sie gerade deshalb für die Geschichtswissenschaft eine wichtige „Referenzquelle für Jüdisches Leben in Berlin nach der Befreiung“.
Die Wochenzeitung begann mit acht Seiten Umfang (später wurden es 16 Seiten). „Unser neues Blatt ist“, hieß es in der zweiten Ausgabe, „sehr dünn und bescheiden, aber seine Mission geht über den Begriff der Nachrichtenquelle und Meinungstribüne hinaus. Es ist für uns ein Tor in die Welt, die wir so sehr ersehnt haben, die wir nicht mehr kennen, und die auch uns, wie wir glauben, nicht mehr kennt.“ Für die Journalisten gab es, so der Herausgeber und Gemeindevorsitzende Hans-Erich Fabian später, „viel Steine und wenig Brot“.
Der Vertrieb konzentrierte sich auf Berlin, wobei zu berücksichtigen ist, dass die Teilung Berlins in Ost und West während der Lebensdauer des Blattes noch nicht begonnen hatte. Die Auflage wird in den Impressumsdaten 1947/48 mit 10.000 Exemplaren angegeben. Zeitweise erschien in Frankfurt am Main eine westdeutsche Ausgabe mit 2500 Exemplaren.
Erster verantwortlicher Alleinredakteur war Wilhelm Meier (* 28. November 1915 in Berlin; † unbekannt), der aber 1948 nach Buenos Aires auswanderte. Über Meier ist wenig bekannt. Er war ab 1943 Häftling in einem Konzentrationslager. Als stellvertretender Redakteur trat im August 1946 der erfahrene Journalist Richard May (* 1886; † 1970), der Zwangsarbeiter gewesen war, in den Verlag ein. May und Herausgeber Fabian wanderten 1948 nach New York aus. Außer diesen beiden Redakteuren und dem Herausgeber bestand die Redaktion nur aus freien Mitarbeitern. Verlagsleiter und Anzeigenleiter war Paul Tarrasch.
Als von der Gemeinde publiziertes Wochenblatt erschien Der Weg von 1946 bis 1949. Die personell und finanziell schwach aufgestellte Gemeinde litt unter der verstärkten Auswanderung (vor allem in die USA und nach Palästina). Viele Leser sowie auch führende Mitarbeiter wanderten 1948/49 aus und konnten schwer ersetzt werden. Die sowjetische Berlin-Blockade von Juni 1948 bis Mai 1949 erschwerte die Produktion einer Zeitung zusätzlich. Der Weg kooperierte daher mit dem wirtschaftlich und publizistisch erfolgreicheren, von Karl Marx in Düsseldorf geführten Verlag, der auf Expansionskurs war. Ab 1949, mit der Auswanderung des bisherigen Herausgebers Fabian, wurde Der Weg zur Berliner Allgemeine Wochenzeitung der Juden in Deutschland. Dies war die Berlin-Ausgabe des Titels Allgemeine Wochenzeitung der Juden in Deutschland, die 1949 aus dem Jüdischen Gemeindeblatt für die britische Zone hervorgegangen war. Aus der Übergangslösung der Mitbelieferung der Weg-Abonnenten wurde 1951 eine „Vereinigung“ und „Übernahme“ des Verlags, die den Lesern kommuniziert wurde. De facto wurde Der Weg zur Beilage des stärkeren westdeutschen Titels, 1953 ging das Blatt völlig in ihm auf. Aus diesem ging die Jüdische Allgemeine hervor, die vom Zentralrat der Juden in Deutschland herausgegeben wird und seit 1999 in Berlin sitzt.

## Inhaltliche Schwerpunkte
Als aktuelle politische Zeitung berichtete Der Weg über internationale Themen wie die jüdische Auswanderung und die Gründung des Staates Israel sowie nationale Themen wie alliierte Entnazifizierungspolitik, Gerichtsprozesse gegen Nationalsozialisten, Gesetze und Rechtsprechung zu Entschädigung und deutsche Wiedergutmachungspolitik, die Aktivitäten von Organisationen der vom Nationalsozialismus Verfolgten, antisemitische Vorfälle im Nachkriegsdeutschland, den Umgang mit Flüchtlingen und Displaced Persons. Sehr häufig nahm die Weg-Redaktion, die de facto Sprachrohr des Vorstands der Jüdischen Gemeinde zu Berlin war, engagiert und kritisch Stellung zu den aktuellen politischen Geschehnissen. Autoren äußerten oftmals sehr scharfe Kritik am sinkenden alliierten Interesse an der Bestrafung der NS-Verbrecher und an der mangelnden alliierten Unterstützung für NS-Opfer, die zwar als „befreit“ galten, aber keine sozialen oder wirtschaftlichen Vorrechte gegenüber den „besiegten“ anderen Deutschen hatten.
Als örtliche Gemeindezeitung behandelte Der Weg viele lokale Berliner Angelegenheiten. Dazu gehörte eine große Serviceorientierung für das wieder entstehende jüdische Alltagsleben. Die Zeitung war von großer praktischer Bedeutung für die Überlebenden sowie die in Berlin eintreffenden jüdischen Flüchtlinge, die ihren Alltag in der zerstörten Nachkriegsstadt organisieren mussten. Viele Seiten füllten sich mit Suchanzeigen für Vermisste, Familienanzeigen, Stellenanzeigen sowie mit Werbung für jüdische Geschäfte, Rechtsanwälte, Handwerker und Produktionsbetriebe. Zum Service gehörten ebenfalls Nachrichten und Ratgeberseiten zur Auswanderung, da sehr viel Leser nicht in Deutschland bleiben wollten und auf Informationen von Auswanderer- und Hilfsorganisationen (z. B. American Jewish Joint Distribution Committee) und Behörden angewiesen waren.
In der Zeitung spiegelten sich die Diskussionen und Konflikte in der Jüdischen Gemeindevertretung, in der liberale und orthodoxe Gruppen sowie unterschiedliche Auffassungen über die Zukunft der Juden in Deutschland auftraten und bei den Wahlen zur Repräsentantenversammlung miteinander konkurrierten. Eine dominante Auffassung, die auch der Herausgeber und Gemeindevorsitzende Fabian vertrat, war, dass die Jüdische Gemeinde zu Berlin nur übergangsweise bestehen würde (als „Liquidationsgemeinde“), bis alle Mitglieder ausgewandert waren. Dem standen andere – wie sein Stellvertreter und Nachfolger Heinz Galinski – gegenüber, die sich zum Bleiben entschlossen.
Als „Zeitschrift für Fragen des Judentums“ erhielten Themen der jüdischen Religion, Geschichte, Kultur, Musik, Literatur und Unterhaltung regelmäßig Platz, um Identität und Herkunftsbewusstsein zu stärken, nicht zuletzt Stolz auf den jüdischen Beitrag zur deutschen Kultur und Geschichte. Der Weg brachte Gedichte sowie Fortsetzungsromane mit jüdischen Bezügen. Beispiele für solche Seriengeschichten, die teilweise in der Zeitschrift ihre Erstveröffentlichung fanden, sind Nicht gut! Eine Purim-Geschichte von Jizchok-Lejb Perez (1947), Wasser auf Gottes Mühlen von Herbert Friedenthal (1947), Der Sohn des großen Königs von Karl Escher (1947, als Buch zuerst 1937), Ewiges Gestern von Richard May (1947/48) und Kleiner Denkstein von Fritz Ernst Bettauer (1948, als Buch zuvor 1947).

## Bekannte Mitarbeiter
- Fritz Ernst Bettauer
- Bruno Blau
- Fritz Corsing
- Jacob Daniel
- Karl Escher, Schriftsteller und Kirchenfunk-Redakteur beim RIAS
- Hans-Erich Fabian, Vorsitzender der Jüdischen Gemeinde, Herausgeber bis zur Auswanderung nach New York 1949
- Alfred Joachim Fischer
- Herbert Friedenthal
- Heinz Galinski, Vorsitzender der Jüdischen Gemeinde ab 1949
- Elias Hurwicz
- Marianne Lasker
- Hermann Lewy
- Richard May, Redakteur Der Weg 1946–1948
- Wilhelm Meier, Chefredakteur Der Weg 1946 bis zur Auswanderung nach Buenos Aires 1949
- Liselotte Mertens
- Ludwig Misch, Musikkritiker
- Lucie Schachne-Kozuszek, Chefredakteurin 1949–1953
- Otto Schliewinsky
- Karl Schnog
- Paul Tarrasch, Verlagsleiter, Anzeigenleiter
- Inge Unikower, Chefredakteurin (interim) 1949